# Мартинович, Илия
И́лия Марти́нович (черног. Илија Мартиновић; род. 31 января 1994, Цетине) — черногорский футболист, защитник казахстанского клуба «Кызыл-Жар». Выступал за сборную Черногории.

## Клубная карьера
Илия Мартинович родился в Цетине, свою карьеру начал в клубе «Ловчен», на тот момент выступающий в Первой лиге. В сезоне 2013/2014 вместе с клубом занял второе место в чемпионате, проведя на поле всего 11 минут. Также «Ловчен» в том сезоне выиграл кубок страны.
После вылета «Ловчена» из Первой лиги, в июле 2017 перешел в словенский «Алюминий» на правах свободного агента. В 2020 подписал контракт с «Марибором».
В январе 2022 года подписал контракт с клубом УПЛ «Черноморец».
В июле того же года перешёл в клуб «Пахтакор» из Ташкента.

## Карьера в сборной
27 марта 2021 дебютировал за сборную, выйдя на замену в домашнем матче отборочного турнира к Чемпионату мира 2022 с Гибралтаром.

## Достижения
«Пахтакор»
- Чемпион Узбекистана: 2022